# 布萊頓玩具和模型博物館
布萊頓玩具和模型博物館（Brighton Toy and Model Museum）是位於英國東薩塞克斯郡城市布萊頓的一座博物館。

## 历史
博物館主要收藏英國和歐洲至20世紀中期的玩具和模型。除了展示區域之外，布萊頓玩具和模型博物館還附設有工作坊和圖書館。2016年布萊頓玩具和模型博物館開館25年。